# Chilské muzeum předkolumbovského umění
Chilské muzeum předkolumbovského umění (Museo Chileno de Arte Precolombino) je muzeum v Santiagu de Chile spravující rozsáhlou sbírku uměleckých předmětů ze Střední a Jižní Ameriky z doby před objevem Ameriky. Je to jedno z nejdůležitějších muzeí pro tuto kulturní oblast. Sbírka vznikla ze soukromé sbírky Sergia Larraína García-Moreny. Některé z exponátů jsou starší než 5000 let a jsou to často zvířecí nebo lidské postavy vyrobené z různých materiálů. Jsou zde také mumie, keramika a tkaniny. V muzeu se také konají dočasné výstavy a je zde knihovna pro výzkumné účely.
Budova muzea byla postavena v letech 1805 až 1807 jako Palác královské celní správy v Santiagu. Po vyhlášení chilské nezávislosti byla budova využívána mimo jiné jako národní knihovna a pro účely soudnictví. Po požáru a následující rekonstrukci byla znovu otevřena v roce 1981. V roce 2014 byla podle návrhu chilského architekta Smiljana Radice otevřena nová dvoupodlažní budova muzea. Nová budova se rozkládá na ploše 1400 m² a kromě výstavních prostor má také prostory pro depozitáře a nové akvizice muzea. Přitom se podařilo zachovat vnější vzhled stavebního komplexu, který je od roku 1969 chráněn jako historická památka.

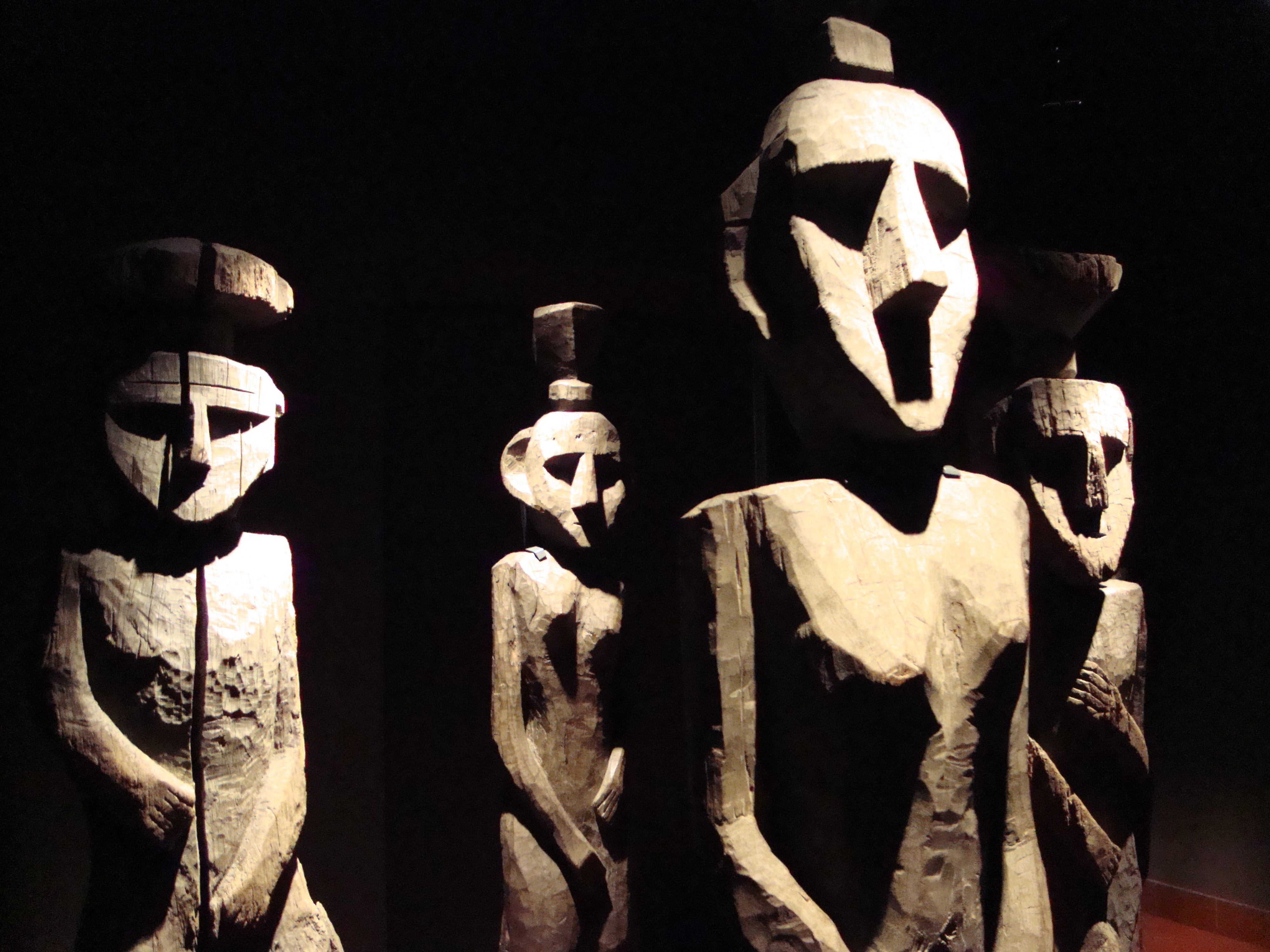
Dřevěné figurky kmene Mapučů
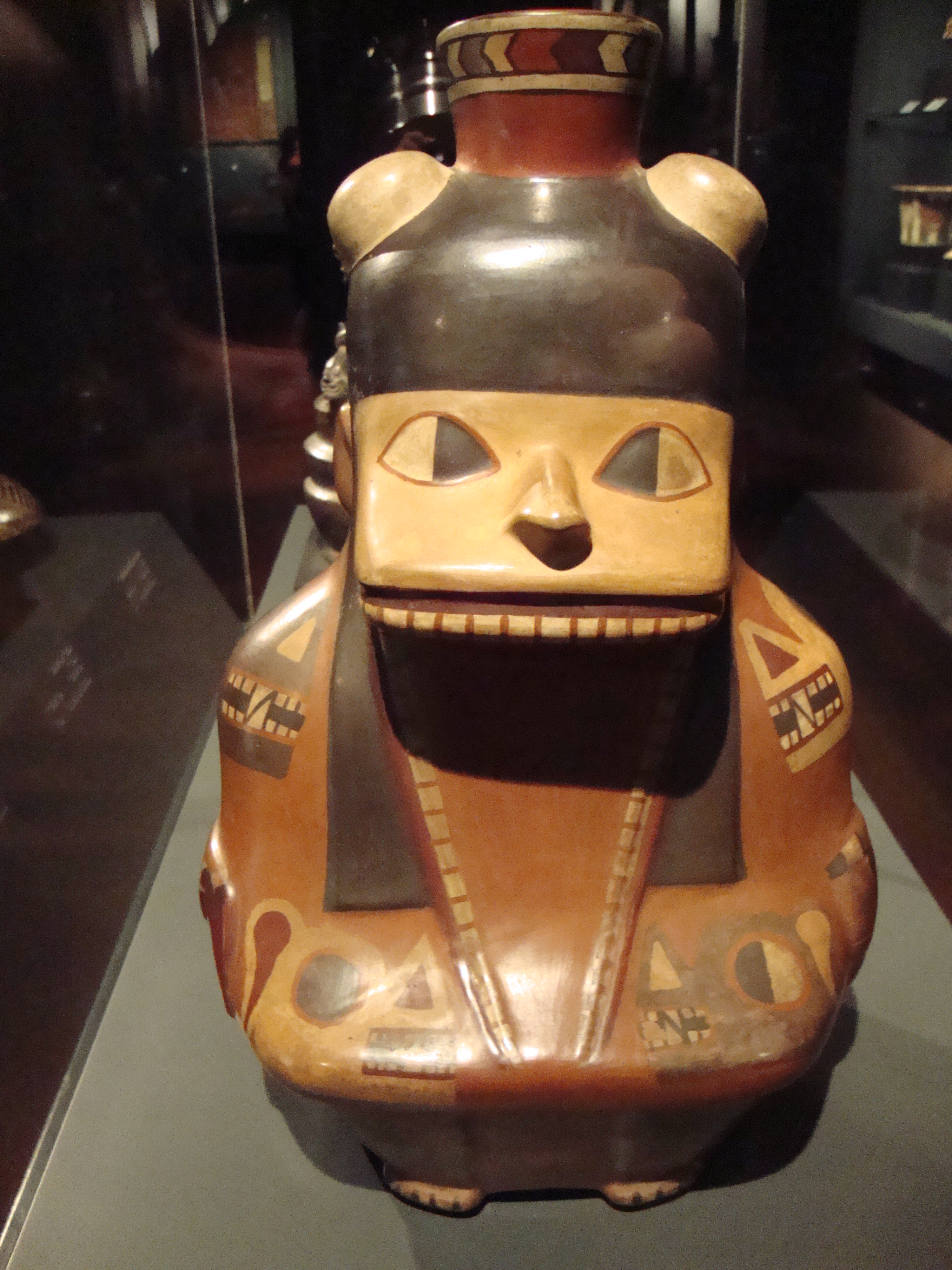
Keramický portrét
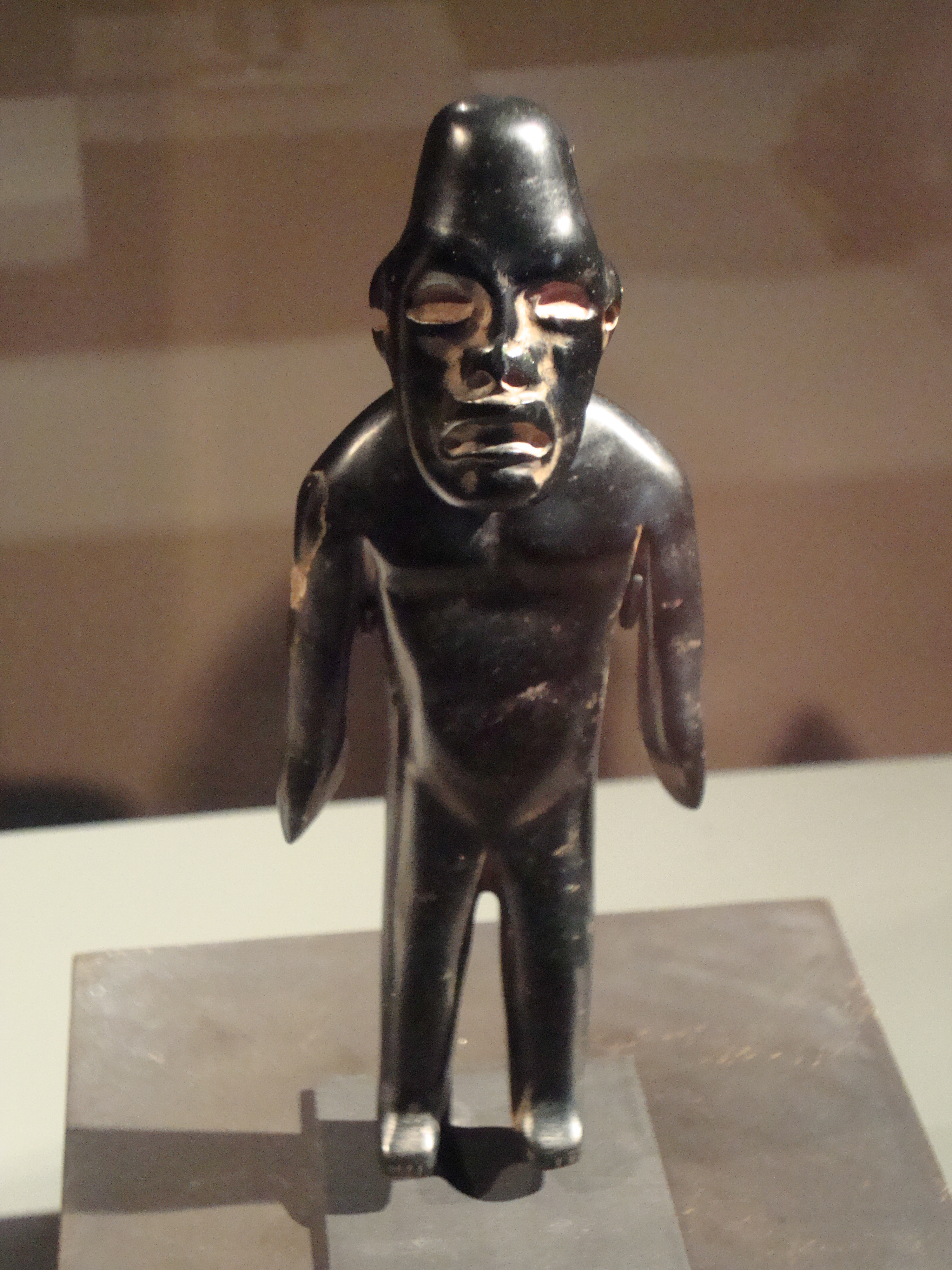
Soška muže
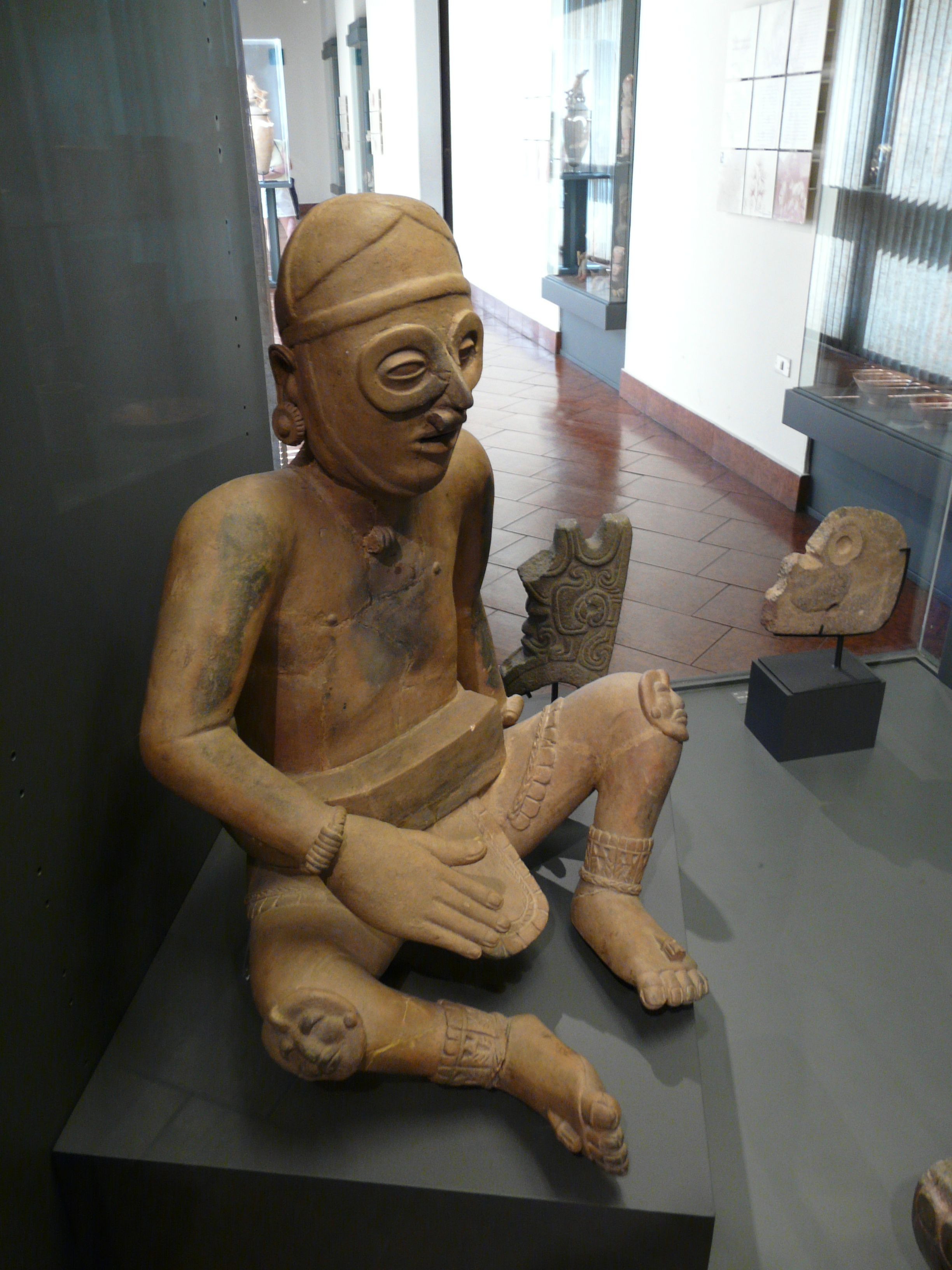
Keramická soška hráče míčové hry z okolí Veracruzu
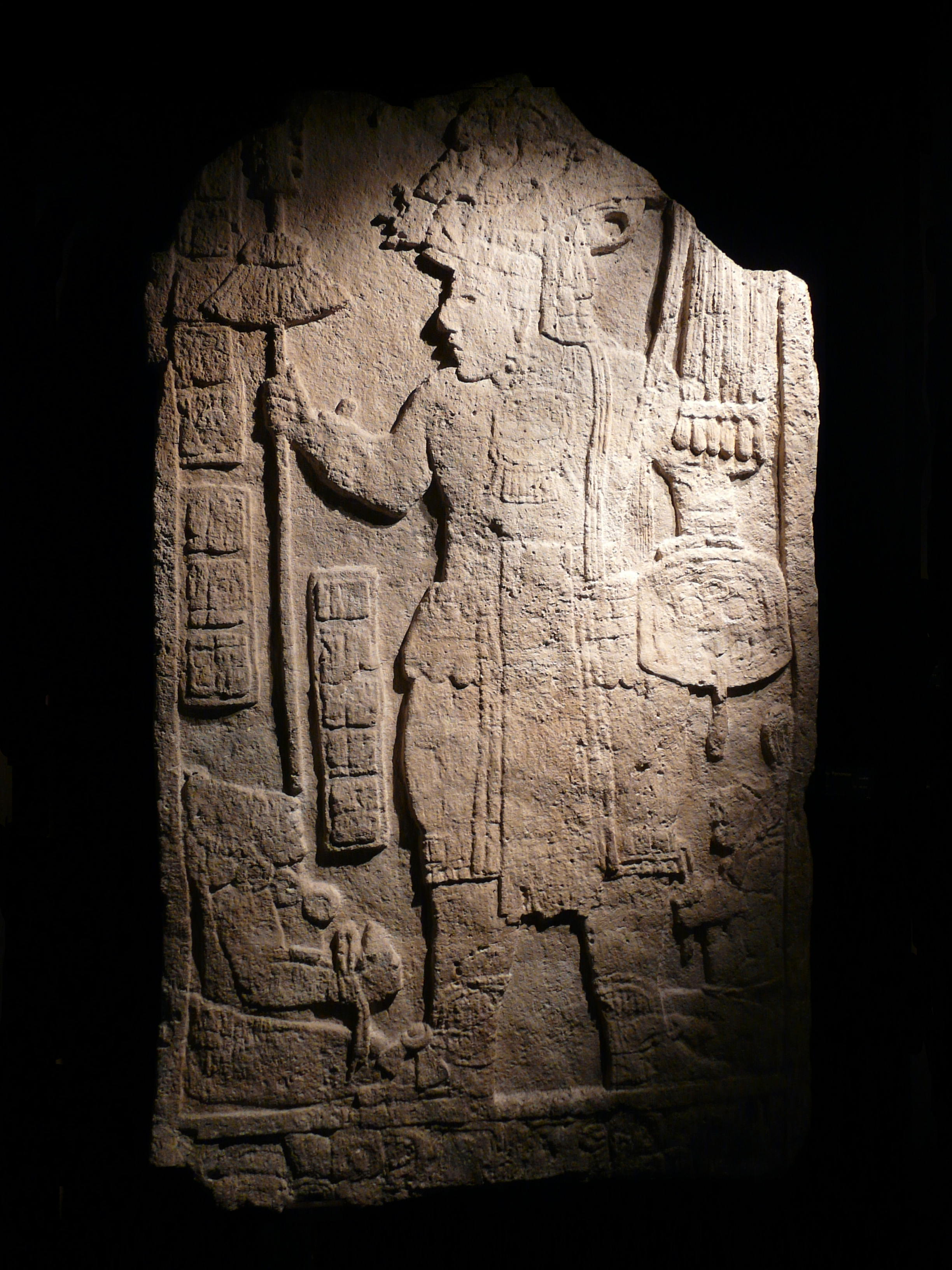
Mayská vítězná stéla (mezi 300-900 n. l.)